# Giorgio Piccitto
Giorgio Piccitto (Ragusa, 10 febbraio 1916 – Catania, 30 marzo 1972) è stato un glottologo e lessicografo italiano.

## Biografia
Docente di linguistica  presso l'università degli Studi di Catania.
Studioso della lingua siciliana, fu fondatore della dialettologia catanese.
Il suo più importante contributo fu l'ideazione del Vocabolario Siciliano, un'opera monumentale in cinque volumi per un totale di più di 5000 pagine, completata da Giovanni Tropea, pubblicata dal Centro di studi filologici e linguistici siciliani tra il 1977 e il 2002.

## Opere
- Vocabolario Siciliano (con Giovanni Tropea) 5 voll., 1977-2002, Palermo
- Studi di linguistica siciliana, 2 voll, 2012, Palermo[1]